# Milde-Härte-Fehler

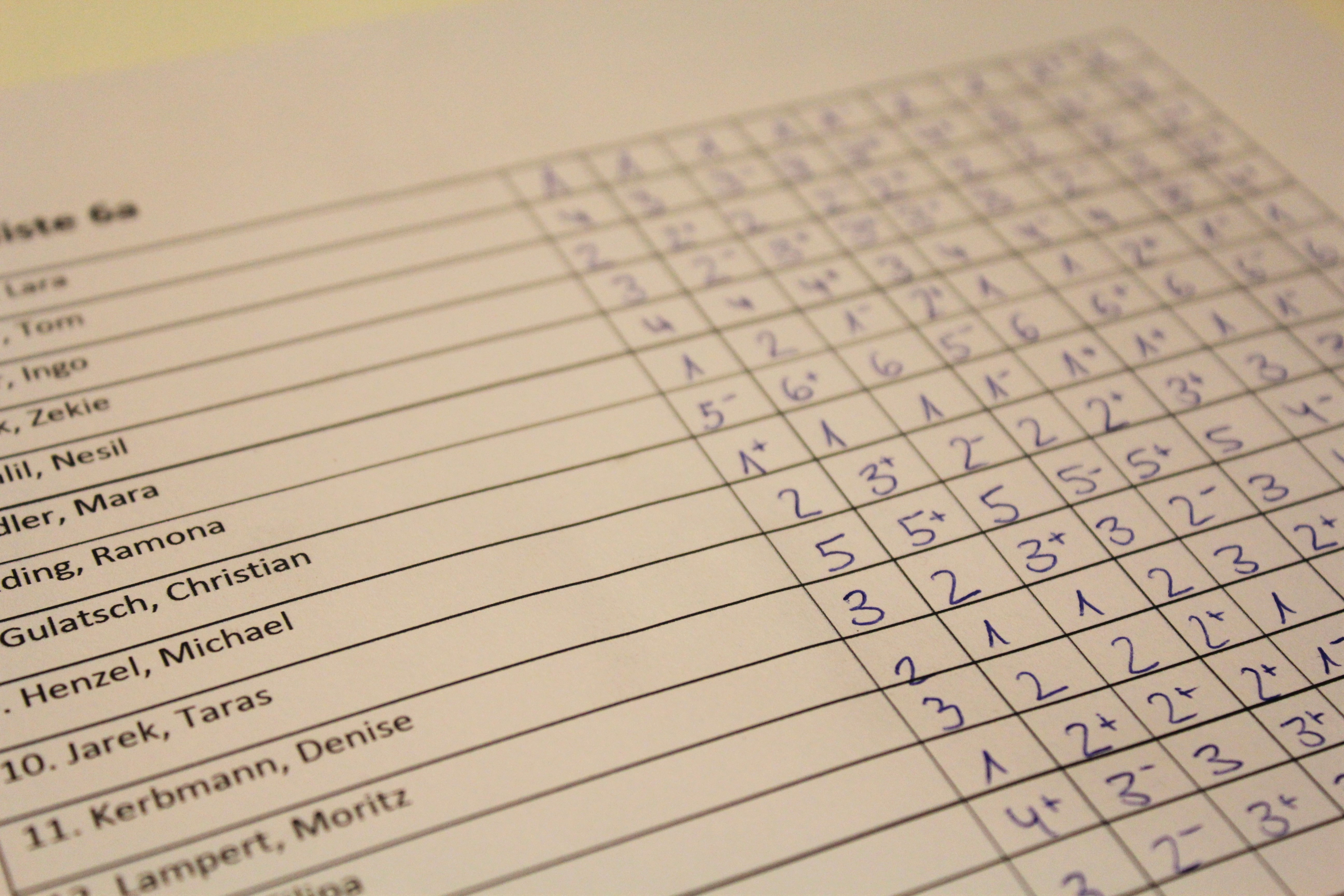

Der Milde-Härte-Fehler (englisch Leniency-Severity error) aus der Psychologie ist eine kognitive Verzerrung, welche bei der Beurteilung von Mitmenschen auftritt. Es bezeichnet das Verhalten eines Menschen, der aufgrund einer negativen beziehungsweise positiven Einschätzung einer anderen Person jegliche darauffolgende Bewertung an diesem Urteil orientiert.
Der Milde-Härte-Fehler gehört zur Alltags-Diagnostik. Man nimmt seine Mitmenschen in einem verzerrten Bild wahr und geht nicht wertungsfrei auf sie zu. Dies nennt man einen Beurteilungsfehler.

## Unterteilung

### Milde-Effekt
Deutet man das Verhalten der zu beurteilenden Person stets als positiv oder neigt dazu, dessen Fehler zu beschönigen, so nennt man dies den Milde-Effekt. Dies würde eine Bevorzugung bedeuten.

### Härte-Effekt
Neigt man dazu jegliches Verhalten als negatives Merkmal zu interpretieren, so spricht man vom Härte-Effekt, da die Person hierbei meist benachteiligt und eher bestraft wird.

## Ähnliche Beurteilungsfehler
Der Milde-Härte-Fehler ist dem Halo-Effekt sowie dem Primacy-Recency-Effekt ähnlich. Der Unterschied zum Halo-Effekt liegt darin, dass es keinen ausschlaggebenden Grund oder spezielle Charaktereigenschaft für einen Milde-Härte-Fehler geben muss. Es reicht dafür ein negatives oder positives Gesamtbild. Der grundlegende Unterschied zum Primacy-Recency-Effekt ist, dass kein besonderer erster oder letzter Eindruck für das Verhalten ausschlaggebend sein muss.

## Vermeidung
Es hat sich herausgestellt, dass der Effekt in den meisten Fällen leicht zu beheben ist, indem man die urteilende Person darauf aufmerksam macht, bei welchen Personen und inwiefern sie milder oder härter beurteilt.